# Hnojový dům

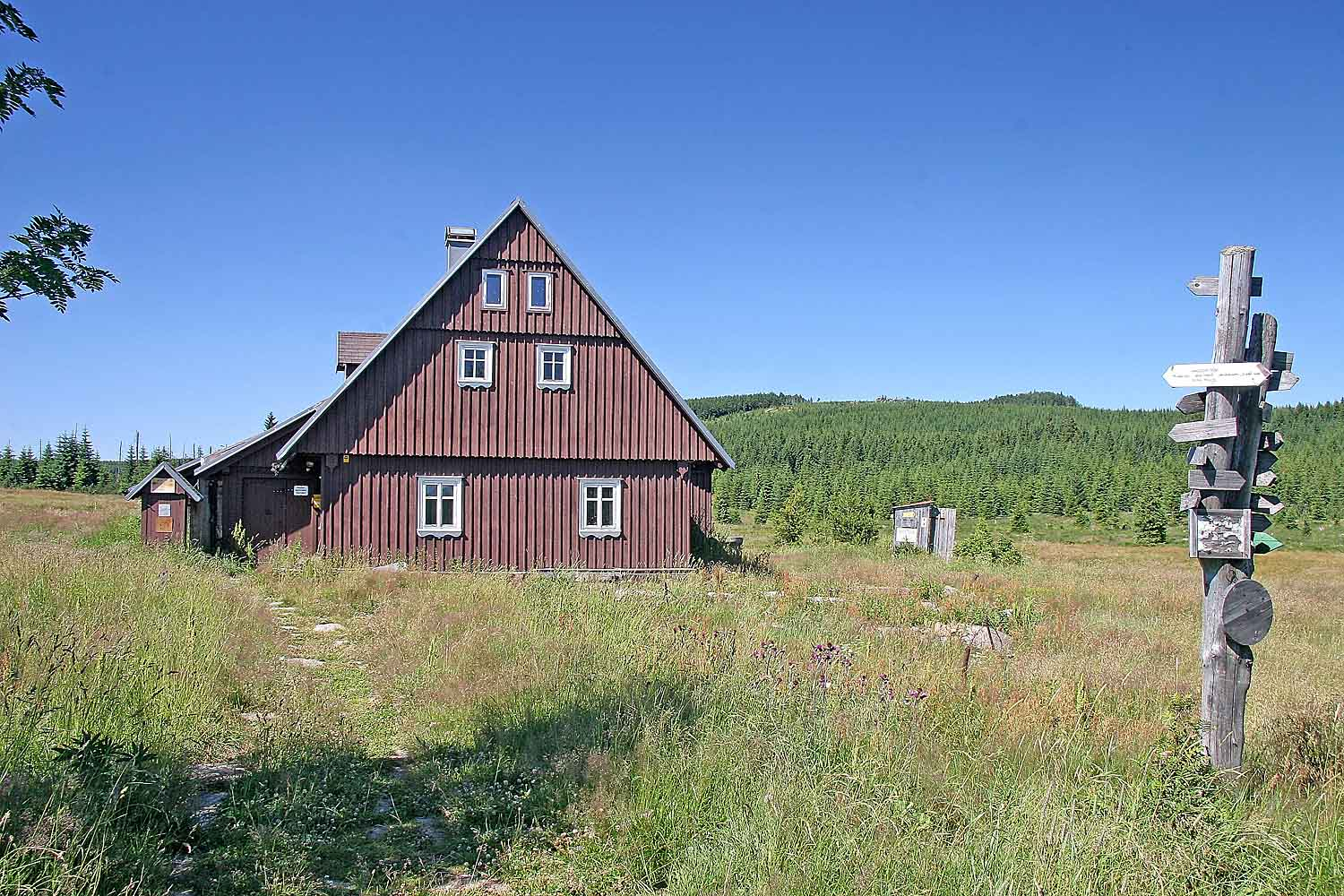
Hnojový dům latem 2006

Hnojový dům (niem. Misthaus; pol. dom gnojowy) – pierwotnie obora dla krów, a później izba muzealna z prymitywnym schroniskiem w czeskiej części Gór Izerskich, na terenie wsi Jizerka.
Dom zyskał popularność dzięki Gustavowi Ginzlowi – zbieraczowi pamiątek, turyście, fotografikowi i alpiniście, który nabył obiekt i wyremontował. Nazwa wzięła się stąd, że po objęciu domu Ginzel musiał wynieść z niego wieloletnie warstwy gnoju, które najpierw pociął, potem wypłukał, a w końcu sprzedał jako nawóz, zarobiwszy na tym więcej, niż wydał na kupno tego domu. Gromadził tu różne pamiątki ze swoich podróży.
Oryginalny dom spłonął 24 sierpnia 1995 w niejasnych okolicznościach. Został odbudowany w innym stylu i obecnie nie jest dostępny dla zwiedzających. Z ogorzałych szczątków pierwszego domu zbudowano niewielki pamiątkowy pomnik w pobliżu.